# 189 (nombre)
Cet article concerne le nombre 189. Pour l'année, voir 189 et -189.
189 (cent quatre-vingt-neuf ou cent octante-neuf) est l'entier naturel qui suit 188 et qui précède 190. C'est :
- 63 + (–3)3 = 43 + 53,
- le 5e nombre cubique centré et le 9e nombre heptagonal,
- un nombre déficient.